# تقی‌آباد شهرستان
تقی‌آباد شهرستان، روستایی از توابع بخش جوادآباد شهرستان ورامین در استان تهران ایران است.

## جمعیت
این روستا در دهستان بهنام وسط جنوبی قرار دارد و براساس سرشماری مرکز آمار ایران در سال ۱۳۸۵، جمعیت آن ۲۱۰ نفر (۴۹خانوار) بوده‌است.